# Квіткинська вулиця
Кві́ткинська вулиця — вулиця в Основ'янському районі міста Харків. Починається від Москалівської вулиці і йде на схід до  Валер'янівської. Посередині вулиці розташований своєрідний «острів» (колишня Квіткинська площа), де стоїть побудована у XIX ст. пожежна частина з каланчею. Вулиця забудована переважно одно- та двоповерховими приватними будинками. Громадський транспорт Квіткинською вулицею не ходить.

## Історія
Виникнення Квіткинської вулиці відносять до XIX ст. Землі цієї місцевості в XIX ст. належали роду Квіток. У 1883 р. владою Харкова був затверджений план розбивки місцевості на квартали. Підполковник Андрій Валеріанович Квітка почав розпродавати земельні ділянки в комерційних цілях. Але землю під вулиці і площу він передав місту безоплатно.
За свідченням місцевого жителя, на вулиці колись трапилась велика пожежа, і Квітки допомогли постраждалим мешканцям грошима для відбудови осель. Вдячні жителі вирішили назвати вулицю Квіткинською. Можливо, таке пояснення назви є місцевою легендою.

## Будівлі
- Буд. № 25 — пожежна частина, побудована у 1886 р. за проектом арх. Г. Я. Стрижевського. Пам'ятка архітектури Харкова, охорон. № 483. Тут і нині розміщується підрозділ МНС ПДПЧ-4. В комплексі будівель за цією адресою також розташовані районний відділ ГУ МНС України і дослідно-випробувальна лабораторія МНС.